# Bernau-Friedenstal
Bernau-Friedenstal – przystanek kolejowy w Bernau bei Berlin, w kraju związkowym Brandenburgia, w Niemczech. Znajduje się tu 1 peron.